# 高速道路ナンバリング
高速道路ナンバリング（こうそくどうろナンバリング）とは、高速道路に路線番号を付与し、道案内を行うシステムおよび路線番号案内標識の総称である。

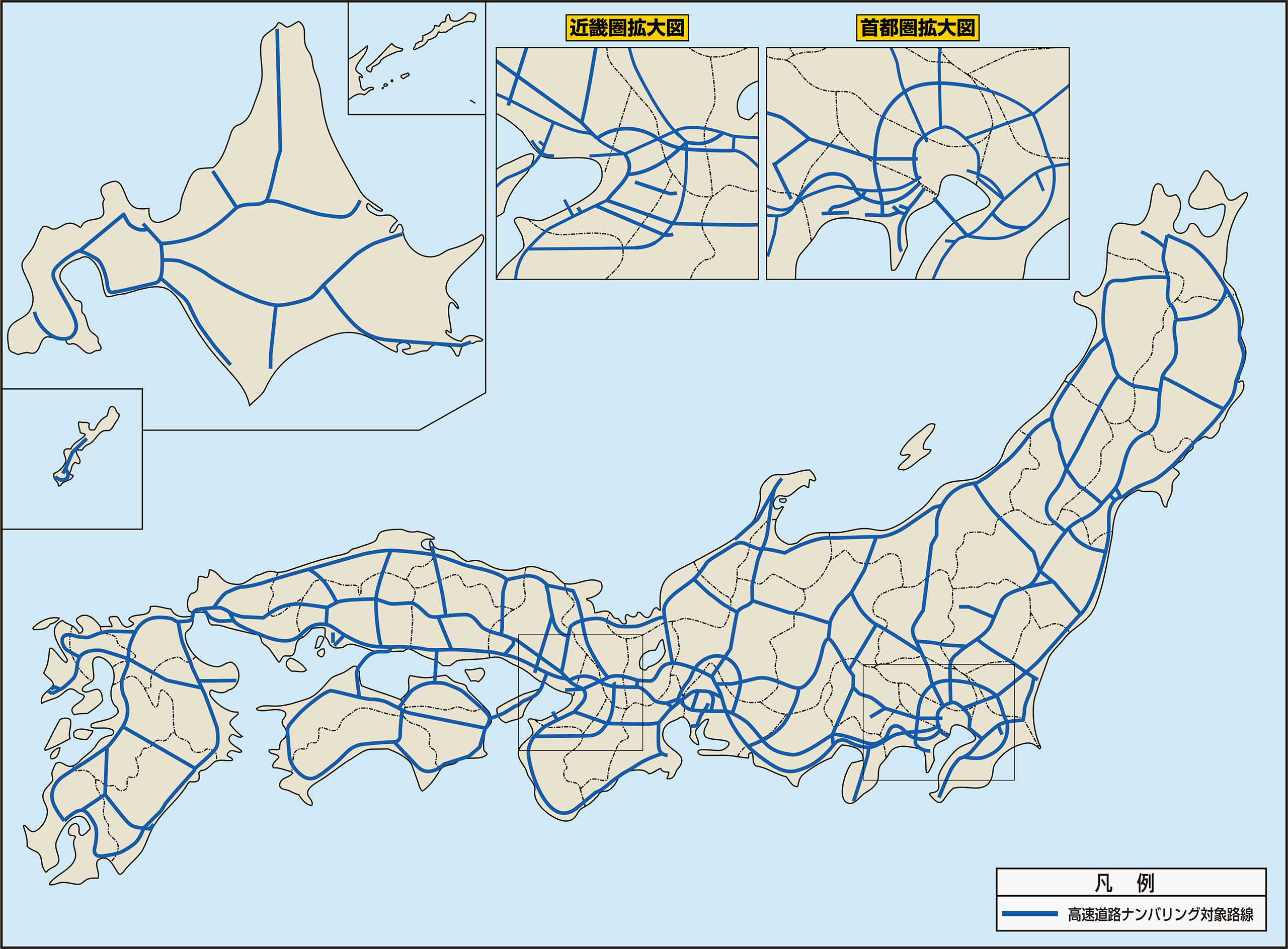
高速道路ナンバリング対象路線（未開通区間含む）

日本においては、訪日外国人観光客の増加などに伴い利用者に分かりやすい道案内のため、高規格幹線道路や地域高規格道路の一部などの高速道路に番号を付与している。ナンバリングは未成区間、自動車専用ではない区間も含まれる。

日本での高速道路ナンバリングに使用される「高速道路番号（118-3）」標識

## 日本

### 概要
日本では2017年（平成29年）から高規格幹線道路（高速自動車国道など）やその他の重要な高速道路ネットワークを担う道路（地域高規格道路の一部の路線）や環状道路に、利用者への分かりやすい案内のためにナンバリングが実施されている。
国内の高速道路の案内標識は基本的なシステムが1963年（昭和38年）の名神高速道路の開通によって確立され、その後東名高速道路・中央自動車道・中国自動車道の開通で改訂されているが、この時すでに高速道路のネットワーク化を見据えて路線番号を導入する必要性が提唱されている。
高速自動車国道のナンバリングについて、建設省（当時、現・国土交通省）は並走する一般国道や主要都道府県道との区別から難色を示していた。
2009年（平成21年）以降、国のインバウンド政策で訪日外国人が急増した。
2014年当時、世界で高速道路ナンバリングを導入していない国は日本と北朝鮮だけになった。
2016年（平成28年）3月に国土交通省は、高速道路に対して既存の路線名に加え、路線番号を導入すると発表。訪日外国人が増加している中、外国人のドライバーからは「日本の高速道は分かりにくい」という声があったためで、2021年に開催された東京オリンピック・パラリンピックを見据えたものであった。2016年4月8日から合計6回にわたり実施された「高速道路ナンバリング検討委員会」で高速道路ナンバリングの導入の具体的な内容が議論された。その後議論を積み重ねたのちの同年10月24日の「高速道路ナンバリングの実現に向けた提言 (PDF) 」を基に2017年（平成29年）2月14日に、一部改正し施行された「道路標識、区画線及び道路標示に関する命令」でナンバリングの標識が新設され、運用されている。
「高速道路ナンバリング検討委員会」は高速道路ナンバリングの導入に向けた具体の検討を行うために設置され、全6回の委員会では「高速道路ナンバリングを取り巻く状況」や「ナンバリングルールの検討」、「意見交換」などが行われた。2016年（平成28年）10月24日に公開された同委員会のとりまとめ「高速道路ナンバリングの実現に向けた提言」やそれを要約した「高速道路ナンバリングの実現に向けた提言のポイント」によるとこのような提言がされている。
- ドイツ、フランス、イタリア、イギリス、アメリカなどの国では既に高速道路ナンバリングが実施されていることから、日本にも高速道路ナンバリングが必要
- 高規格幹線道路に加え「高規格幹線道路網を補完して地域のネットワークを形成している路線」や「高規格幹線道路から主要な空港・港湾、観光地へのアクセス」で利用者にシームレスに案内されるべき道路が対象
- その地固有の言語に依存しない「ナンバリング」
- 国土の根幹的な路線の既存の2桁以内の一般国道番号（旧一級国道）を活用
  - それに合わせ数字は原則2桁以内
- 同一起終点など、機能が似ている路線をグループ化しアルファベットで区別
- 首都圏、名古屋圏の環状道路はアルファベットで区別
- 並走する一般国道が3桁（旧二級国道等）のものなどは自治体コード順に59番以降（高規格幹線道路以外は80番以降）を付与
- 本来所属する国道番号が別の高速自動車国道で使われている場合は80番以降となる。
- 既にナンバリングが実施されている都市高速道路は対象としない

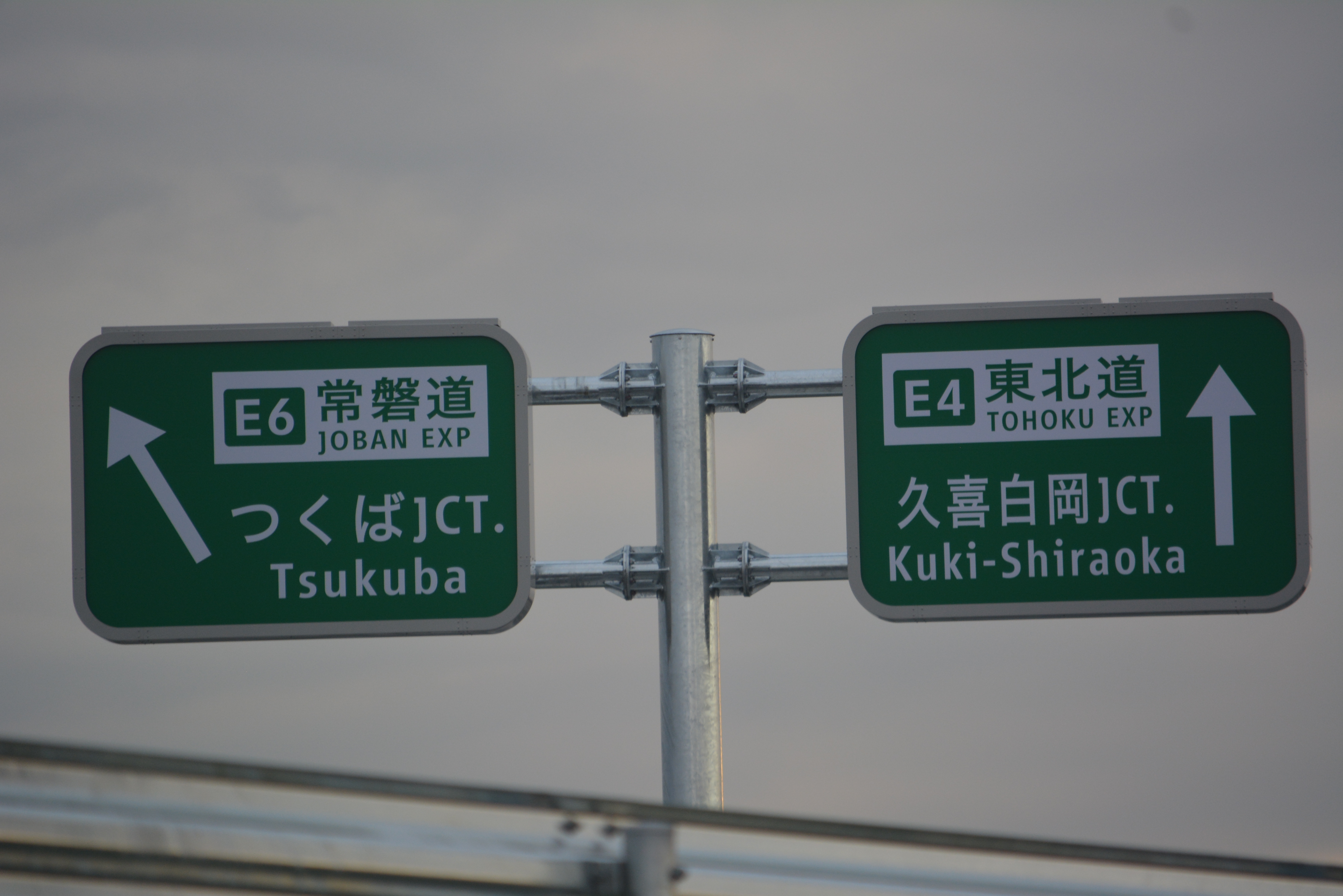
首都圏中央連絡自動車道（圏央道）常総IC

以上のような提言を基に、2017年（平成29年）2月14日に改正された「道路標識、区画線及び道路標示に関する命令」で高速道路番号（118の3）として標識が新設され、運用が開始された。その後2017年（平成29年）2月26日の首都圏中央連絡自動車道 境古河IC - つくば中央ICの開通時に、日本で初めて高速道路ナンバリングの標識が設置された。

### ナンバリングのルール
ナンバリングの対象は高速自動車国道などで構成される「高規格幹線道路」と、地域高規格道路などの「高規格幹線道路などを補完し地域の道路ネットワークを担う道路」、「高規格幹線道路から主要な空港・港湾、観光地へのアクセス道路となる路線」に加えて、首都圏と名古屋圏の環状道路も含まれる。都市高速道路（首都高速や阪神高速など）には既にナンバリングが実施されているため、対象にはならない。
基本的な付番方法は以下の例に基づくが、例外もある。また同じ路線でも区間ごとに番号が異なったり、逆に複数の路線へ同じ番号が割り当てられている場合もある。
| ナンバリング | 高速道路                                       | 解説 |
| ------------ | ---------------------------------------------- | --- |
| E1           | 東名高速道路 名神高速道路                      | 高速道路を表すExpresswayの頭文字からとって「E」をつける。また、国道1号と概ね並行する路線のため「E1」。                                                                                                  |
| E1A          | 新東名高速道路 伊勢湾岸自動車道 新名神高速道路 | 「E1」の東名・名神と並行するため、「A」を最後につけてグループ化して「E1A」。 |
| E2A          | 中国自動車道 関門橋                            | 中国自動車道は中国地方の中央を縦貫する道路で本来は国道2号と並行する道路ではないが、後から整備された「E2」の山陽自動車道の並行道路とみなし「E2A」。                                                      |
| E3A          | 南九州自動車道                                 | 南九州自動車道は国道3号のバイパス道路として整備され、現道の国道3号に全線が並行しているが、「E3」は先行して整備された九州自動車道に付番しグループ化。後から整備された南九州道に「E3A」。                 |
| E5           | 北海道縦貫自動車道 （道央自動車道など）        | 北海道縦貫自動車道は北海道全体に通る道路で道の骨格構造を表す道路のため、国道5号からとってまとめて「E5」。（並行する1・2桁国道: 5号・37号・36号・12号・40号）                                            |
| E41          | 東海北陸自動車道 （能越自動車道）              | 1・2桁国道に概ね方向が一致している路線は、その国道番号で付番する。東海北陸道の場合国道41号と一致している為「E41」。                                                                                     |
| E14          | 京葉道路 館山自動車道 富津館山道路             | 並行する国道が3桁番号だったり、並行する国道の国道番号を他の路線に付番する時に隣接して2桁国道がある場合は、その国道番号を活用。（京葉道路、館山自動車道、富津館山道路に並行する国道: 14号・16号・127号） |
| E70          | 伊豆縦貫自動車道                               | 使用できる国道番号がない場合や、その他の高規格幹線道路には国道に使われていない59-78を自治体コードに基づき付番。                                                                                         |
| E88          | 京滋バイパス                                   | 高規格幹線道路以外へのナンバリングは国道に使われていない80-98を自治体コードに基づき付番。 |
| C4           | 首都圏中央連絡自動車道                         | 首都圏・名古屋圏の環状道路は円（=環状）を意味する「Circle」からとって「C」を頭につける。既存の都市高速道路の路線番号との兼ね合いも考えて付番。                                                          |
| CA           | 東京湾アクアライン アクア連絡道                | 東京湾アクアラインは環状道路としての性質も持つため、特例で「CA」を付番。 |

（出典：）
また、国土交通省が、読み方の違いなどによる混乱を避けるために読み方のガイドラインを制定している。「E1」の場合、日本語で「いーいち」、英語で「イーワン」や、「E56」の場合「いーごじゅうろく」「イーフィフティシックス」であることなどが決められている。

### ナンバリングの活用

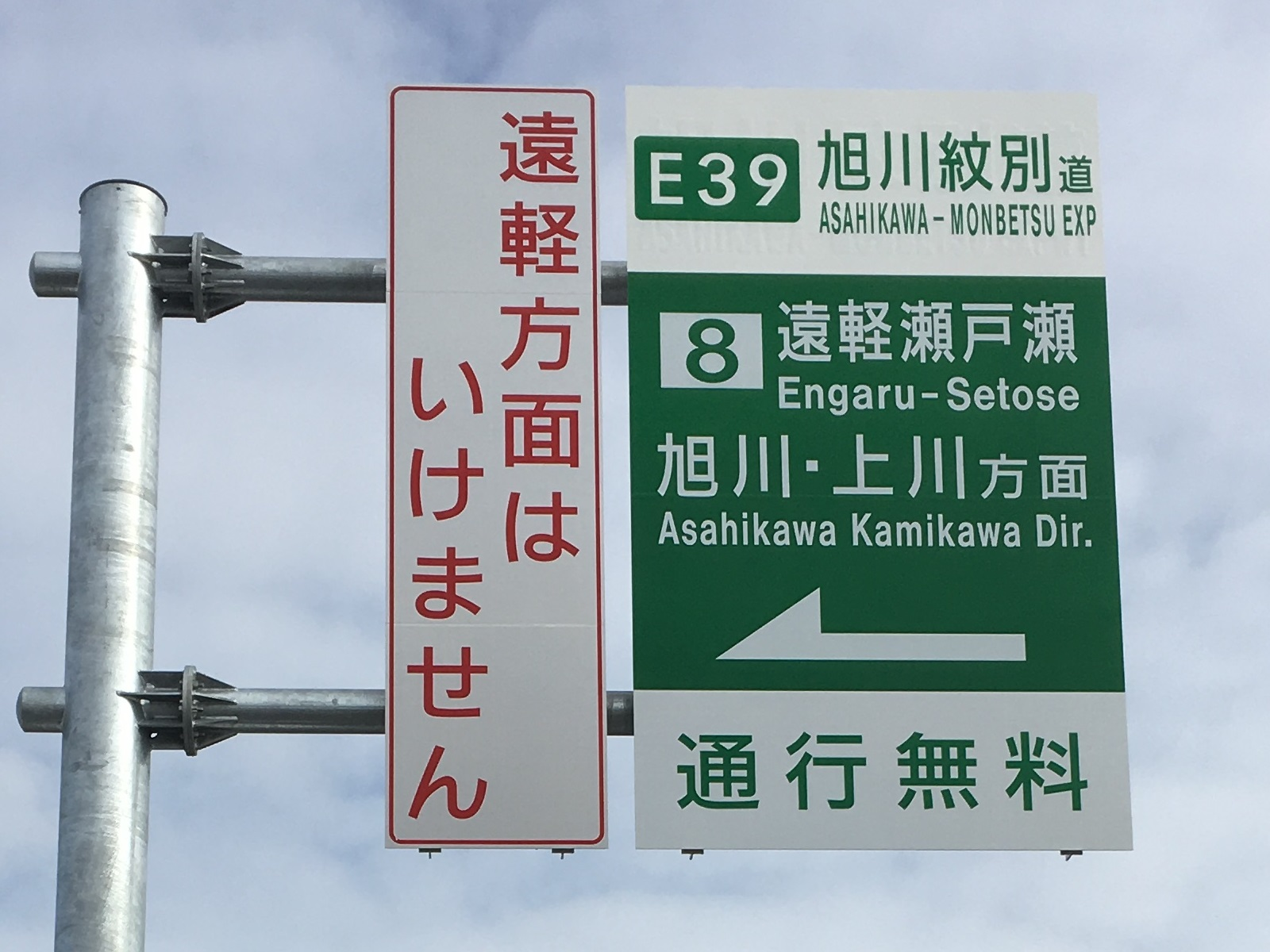
旭川紋別自動車道遠軽瀬戸瀬IC
※現在は遠軽方面も通行可能

高速道路ナンバリングの標識は、主に利用者に向けての案内が必要なJCTやICなどの案内標識に路線名と路線番号が併せて表示される。また、カーナビや地図での案内にも使用することが想定されている。高速道路ナンバリング標識の設置は東京オリンピック・東京パラリンピックが開催される2020年までに効果が発揮できるようコストも考慮し計画的に標識の整備を行い、JCT周辺などの経路選択や東京オリンピック・パラリンピック競技会場へのアクセスを考え効果的に標識を配置するとしている。
道路標識においては、2017年3月11日の南九州西回り自動車道の高尾野北IC - 野田IC開通時 や同月18日の京奈和自動車道の岩出根来IC - 和歌山JCT開通時、同年4月30日の新名神高速道路 城陽JCT - 八幡京田辺JCT開通時 に設置されるなど、新規開通区間を中心に高速道路ナンバリングの設置が進み、2018年4月より全都道府県で高速道路ナンバリングを使用した案内が開始されている。
地図においては、2017年10月より国土地理院の地理院地図にて高速道路ナンバリングを表示しているほか、昭文社のツーリングマップル2019年版に路線番号を掲載している。

### 一覧
一覧の注意
- 略語は「IC」はインターチェンジ、「JCT」はジャンクションである。
- 括弧で特記のない限り、その路線の全線にナンバリングが行われていることを示す。
- 道路の名称を、国土開発幹線自動車道や高速自動車国道などの政令上の路線名で表している場合は、「北海道縦貫自動車道」などと表記しているが、この場合は注釈内に道路名（「道央自動車道」等、利用者向けに案内標識等に表示される名称）を付記する。

#### 1・2桁国道に平行（E1-E58）
| 路線番号 | 道路                                                                        | 路線番号 | 道路                                                                              |
| -------- | --------------------------------------------------------------------------- | -------- | --------------------------------------------------------------------------------- |
| E1       | 東名高速道路 名神高速道路                                                   | E1A      | 新東名高速道路（本線） 伊勢湾岸自動車道 新名神高速道路                            |
| E2       | 山陽自動車道                                                                | E2A      | 中国自動車道 関門自動車道                                                         |
| E3       | 九州自動車道                                                                | E3A      | 南九州自動車道                                                                    |
| E4       | 東北自動車道                                                                | E4A      | 東北縦貫自動車道八戸線 （安代JCT - 八戸JCT/IC - 青森JCT）                         |
| E5       | 北海道縦貫自動車道                                                          | E5A      | 北海道横断自動車道 （札幌JCT - 黒松内JCT）                                        |
| E6       | 常磐自動車道 仙台東部道路 三陸沿岸道路（仙台港北IC - 利府JCT） 仙台北部道路 | E7       | 日本海東北自動車道 秋田自動車道（河辺JCT - 小坂JCT）                              |
| E8       | 北陸自動車道                                                                | E9       | 京都縦貫自動車道 山陰近畿自動車道 山陰自動車道                                    |
| E10      | 東九州自動車道（北九州JCT - 清武JCT） 宮崎自動車道                          | E11      | 徳島自動車道（徳島JCT - 鳴門JCT） 高松自動車道 松山自動車道（川之江JCT - 松山IC） |
| E13      | 東北中央自動車道                                                            | E14      | 京葉道路（篠崎IC - 千葉南JCT） 館山自動車道 富津館山道路                          |
| E16      | 横浜新道（新保土ヶ谷IC - 狩場IC） 横浜横須賀道路                            | E17      | 関越自動車道                                                                      |
| E18      | 上信越自動車道                                                              | E19      | 中央自動車道（小牧JCT - 岡谷JCT） 長野自動車道                                    |
| E20      | 中央自動車道（高井戸IC - 岡谷JCT）                                          | E23      | 東名阪自動車道 伊勢自動車道                                                       |
| E24      | 京奈和自動車道                                                              | E25      | 名阪国道 西名阪自動車道                                                           |
| E26      | 近畿自動車道 阪和自動車道（松原JCT - 和歌山JCT）                            | E27      | 舞鶴若狭自動車道                                                                  |
| E28      | 神戸淡路鳴門自動車道                                                        | E29      | 播磨自動車道 中国自動車道（宍粟JCT - 佐用JCT） 鳥取自動車道                       |
| E30      | 瀬戸中央自動車道                                                            | E31      | 広島呉道路                                                                        |
| E32      | 徳島自動車道（徳島JCT - 川之江東JCT） 高知自動車道（川之江JCT - 高知JCT）   | E34      | 大分自動車道 長崎自動車道 ながさき出島道路                                        |
| E35      | 西九州自動車道                                                              | E38      | 北海道横断自動車道根室線 （千歳恵庭JCT - 釧路東IC）                               |
| E39      | 旭川紋別自動車道                                                            | E41      | 東海北陸自動車道 能越自動車道                                                     |
| E42      | 阪和自動車道 (南紀田辺IC - 和歌山JCT） 紀勢自動車道                         | E44      | 北海道横断自動車道根室線 （釧路東IC - 根室IC）                                    |
| E45      | 三陸沿岸道路（利府JCT - 八戸JCT）                                           | E46      | 釜石自動車道 東北自動車道（花巻JCT - 北上JCT） 秋田自動車道（北上JCT - 河辺JCT）  |
| E48      | 仙台南部道路 東北自動車道（仙台南JCT - 村田JCT） 山形自動車道               | E49      | 磐越自動車道                                                                      |
| E50      | 北関東自動車道 東水戸道路 常陸那珂有料道路                                  | E51      | 東関東自動車道                                                                    |
| E52      | 新東名高速道路清水連絡路 中部横断自動車道 中央自動車道（双葉JCT - 長坂JCT） | E54      | 尾道自動車道 松江自動車道                                                         |
| E55      | 徳島南部自動車道 阿南安芸自動車道 高知東部自動車道                          | E56      | 四国横断自動車道（高知JCT - 大洲IC） 松山自動車道（大洲IC - 松山IC）              |
| E58      | 沖縄自動車道 那覇空港自動車道                                               |          |                                                                                   |

（出典：）

#### その他の高規格幹線道路（E59-E78）
| 路線番号 | 道路                                                        | 路線番号 | 道路                                                                   |
| -------- | ----------------------------------------------------------- | -------- | ---------------------------------------------------------------------- |
| E59      | 函館江差自動車道                                            | E60      | 帯広広尾自動車道                                                       |
| E61      | 北海道横断自動車道網走線 （本別JCT - 網走）                 | E62      | 深川留萌自動車道                                                       |
| E63      | 日高自動車道                                                | E64      | 津軽自動車道                                                           |
| E65      | 新空港自動車道                                              | E66      | 首都圏中央連絡自動車道 （栄IC/JCT - 戸塚IC）                           |
| E67      | 中部縦貫自動車道 東海北陸自動車道（白鳥JCT - 飛騨清見JCT）  | E68      | 中央自動車道富士吉田線 東富士五湖道路                                  |
| E69      | 新東名高速道路引佐連絡路 三遠南信自動車道                   | E70      | 伊豆縦貫自動車道                                                       |
| E71      | 関西空港自動車道 関西国際空港連絡橋                         | E72      | 北近畿豊岡自動車道                                                     |
| E73      | 岡山自動車道 中国自動車道（北房JCT - 落合JCT） 米子自動車道 | E74      | 広島自動車道 中国自動車道（広島北JCT - 千代田JCT） 浜田自動車道        |
| E75      | 東広島呉自動車道                                            | E76      | 尾道福山自動車道 西瀬戸自動車道（瀬戸内しまなみ海道） 今治小松自動車道 |
| E77      | 九州中央自動車道                                            | E78      | 東九州自動車道（清武JCT - 加治木JCT）                                  |

（出典：）

#### 高規格幹線道路でない路線（E80-E98）
| 路線番号 | 道路                                              | 路線番号 | 道路                                                                                           |
| -------- | ------------------------------------------------- | -------- | ---------------------------------------------------------------------------------------------- |
| E80      | あぶくま高原道路                                  | E81      | 日光宇都宮道路                                                                                 |
| E82      | 千葉東金道路                                      | E83      | 第三京浜道路 横浜新道（保土ヶ谷IC - 戸塚終点）                                                 |
| E84      | 新湘南バイパス（茅ヶ崎JCT - 大磯IC） 西湘バイパス | E85      | 小田原厚木道路                                                                                 |
| E86      | のと里山海道 （千鳥台出入口 - 徳田大津JCT）       | E87      | 知多半島道路（大高IC - 半田中央JCT/IC） 知多横断道路・中部国際空港連絡道路（セントレアライン） |
| E88      | 京滋バイパス                                      | E89      | 第二京阪道路                                                                                   |
| E90      | 堺泉北道路                                        | E91      | 南阪奈道路 大和高田バイパス（弁之庄ランプ - 四条ランプ）                                       |
| E92      | 第二阪奈道路                                      | E93      | 第二神明道路                                                                                   |
| E94      | 第二神明道路（北線）                              | E95      | 播但連絡道路                                                                                   |
| E96      | 長崎バイパス                                      | E97      | 日出バイパス 大分空港道路                                                                      |
| E98      | 一ツ葉有料道路（南線）                            |          |                                                                                                |

（出典：）

#### 環状道路
- 「C3」は首都圏と名古屋圏で重複して使用されている。

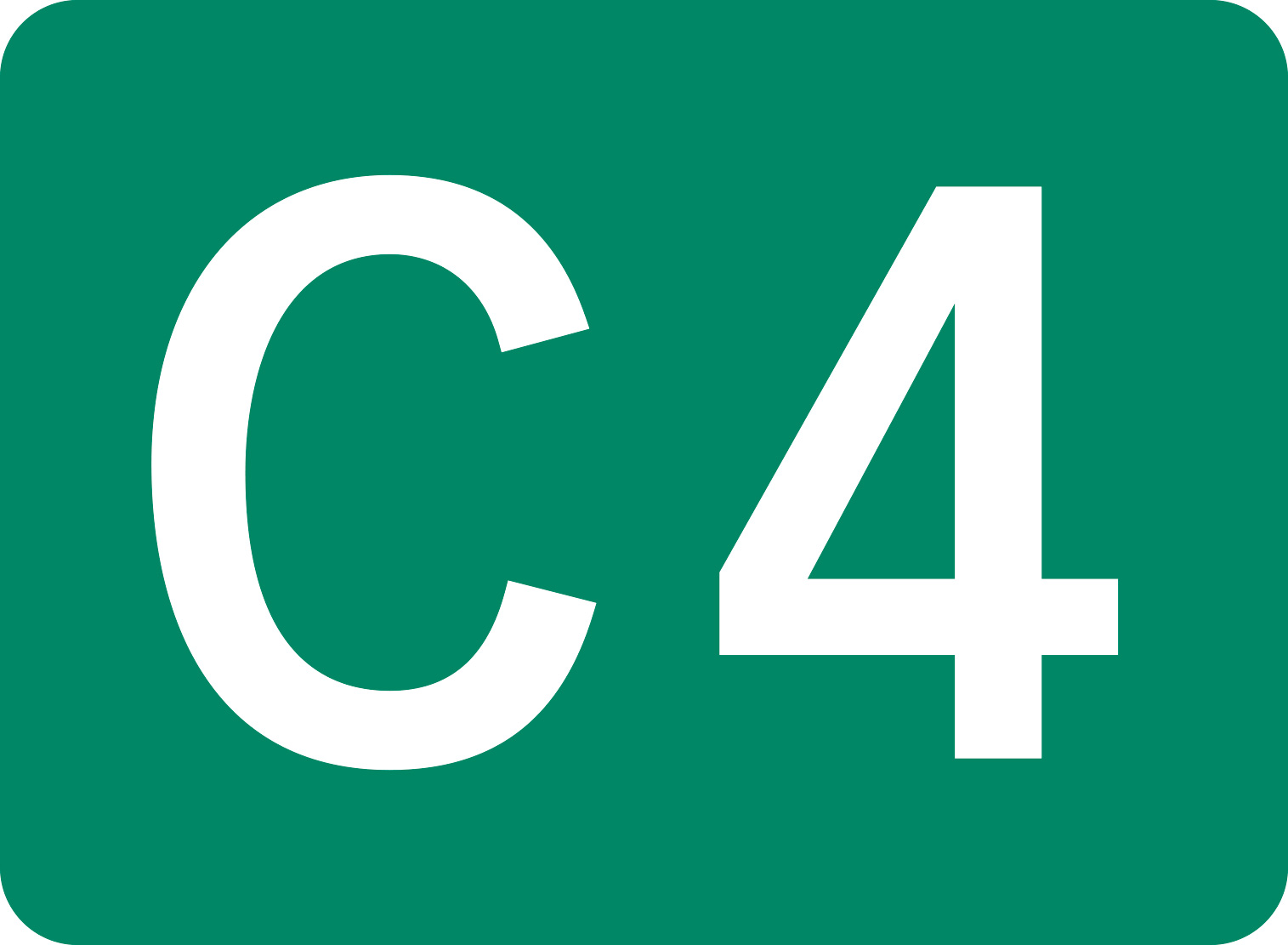
首都圏中央連絡自動車道を表す「C4」

| 路線番号 | 道路                                        |
| -------- | ------------------------------------------- |
| C3       | 東京外環自動車道                            |
| C4       | 首都圏中央連絡自動車道                      |
| CA       | 東京湾アクアライン 東京湾アクアライン連絡道 |

| 路線番号 | 道路                   |
| -------- | ---------------------- |
| C2       | 名古屋第二環状自動車道 |
| C3       | 東海環状自動車道       |

（出典：）

#### 自動車専用ではない区間
当面活用区間などでは自動車専用ではない区間を有し、125cc以下の小型自動二輪車などの通行が許される。
- みちのく有料道路： 東北縦貫自動車道八戸線 (E4A) の一部
- 志戸坂峠道路： 中国横断自動車道姫路鳥取線 (E29) の一部
- 二丈浜玉道路： 西九州自動車道 (E35) の一部
- 北川道路(小島トンネル)：阿南安芸自動車道(E55)の一部
- 横浜新道 (E83) の今井IC以西戸塚終点まで
- 堺泉北道路 (E90)
- 大和高田バイパス (E91)
- 一ツ葉有料道路（南線） (E98)

### 高速道路ナンバリング検討委員会
高速道路ナンバリング検討委員会 （こうそくどうろなんばりんぐけんとういいんかい）は高速道路ナンバリングの導入に際し付番方法やデザイン、活用などの詳細を議論するために設置された。政策研究大学院大学教授の家田仁を委員長に構成される。

### 自動車道ナンバリング
一部の一般自動車道の路線ではナンバリングによる案内が導入されている。「Driveway」の「D」を頭につけた路線番号が「国土交通省から付与されている」とされているが、ナンバリングについての国土交通省からの発表等は行われていない。
一部サイトによれば、数字は供用日が古い順に振られているとしているが、前述のとおり国交省からの発表は無いことから真偽が不明となっている。
| 路線番号 | 道路                                  |
| -------- | ------------------------------------- |
| D2a      | 奈良奥山ドライブウェイ 新若草山コース |
| D2b      | 奈良奥山ドライブウェイ 高円山コース   |
| D8       | 東京高速道路                          |
| D10      | 伊豆スカイライン                      |
| D11      | 芦ノ湖スカイライン                    |
| D17      | 湯河原パークウェイ                    |
| D18a     | 箱根ターンパイク箱根小田原本線        |
| D18b     | 箱根ターンパイク箱根伊豆連絡線        |
| D19      | 熱海ビーチライン                      |
| D27      | 南富士エバーグリーンライン            |
| D28      | 九十九里有料道路                      |
| D29      | 箱根スカイライン                      |

## 日本以外の各国と地域

欧州自動車道路のナンバリング標識

日本を除いた各国での高速道路ナンバリングは、ヨーロッパの国では比較的文字を囲んだような簡単なデザインが多いがそれ以外の国では象徴的なデザインが多い傾向にある。また、欧州自動車道路（ヨーロッパハイウェイ）のナンバリングは「E30」の形で、日本におけるナンバリング標識と非常に類似している。

### ドイツ

ドイツのナンバリング標識

ドイツにおけるナンバリングでは、路線名は数字のみで、南北に通る道路には奇数を、東西に通る道路には偶数を付番しているのが特徴。幹線となる道路には1桁、それを補完する道路には2桁・3桁の番号が付番される。標識には表示しないが口頭ではアウトバーン（Autobahn）の頭文字からA3などと表現し、一般国道（Bundesstraße）をB5などと表現し判りやすく区別している（標識はアウトバーン：青地に白文字、国道は黄色地に黒文字で一目瞭然である）。標識の表示では数字を特徴的な形で囲んだデザインが使用されている（画像参照）。同様の方法がアメリカ（後述）や韓国で採用されている。

### イギリス
イギリスのおけるナンバリングでは、国道に平行する高速道路には、その国道番号とMをつけて「M4」のようにする。二桁番号は一桁路線の枝線扱いされ、「M42」などとされる。標識は文字をくくっただけのデザインとなっている。フランスにおける高速道路でも、同様の方式が使われている。

### アメリカ
アメリカにおけるナンバリングでは、南北に走る幹線には西から東へ「5・15…95」と奇数を付与。東西に走る幹線には「10・20…90」と偶数を付与。幹線のバイパスとなるルートなどは接続する幹線に偶数を付けて3桁に、支線は接続する幹線に奇数を付けて3桁とする。標識には象徴的なデザインが用いられている。これは先述のドイツの高速道路などと同様の方法である。

### 台湾
台湾における国が管理する高速道路は、国道と省道に分かれる。行政上の管理の名称は、国道が「高速公路」、省道が「快速公路」である。2者の違いについては台湾の国道の項を参照のこと。
高速公路（国道）と快速公路（省道）の違いは標識の形を見れば一目瞭然だが、国道のマークであっても3号甲（台北連絡線）と8号（台南支線・台南環線）は、法律上「快速公路（省道）」である。これは道路交通法上の違いである。

高速公路（国道）の標識の例。
快速公路（省道）の標識の例。
高速道路ではない省道（一般省道）標識の例。

### 中華人民共和国
中国におけるナンバリングでは、一般道路と高速道路にも適用されている。一般道路はふつう三桁である。
高速道路の場合は、道路の管理機関により「国家高速道路」「省級高速道路」に分けられ、ナンバーの先頭には「G」「S」（ピンインの頭文字）が付けられる。
すべての線路は、「幹線」「並行線路」「連絡線路」「都市環状線」に分けられる。標識はヨーロッパと日本のデザインに似ている。
幹線の場合、首都放射線路は一桁（G4）、他の線路は二桁（G15）である。南北に走る幹線には東から西へ奇数（G45）を付与し、東西に走る幹線には北から南へ偶数（G30）を付与する。地区環状線は、二桁で「G9x」になる（G91）。
幹線の並行線路がある場合、幹線番号、並行線路の識別番号「2」と「x」で、四桁を付与する。xのところは、並行線路の数で一桁の数字「1」から入れる。幹線は首都放射線路の場合、幹線番号の前に「0」を入れて四桁になる（G0425）。連絡線路が10線路を超える場合、識別番号が「4」になることは許される。
連絡線路は、幹線につながる高速道路であり、ナンバーリングの規則は平行線路と同様であるが、識別番号だけ「1」に変える（G7211）。10線路を超えた場合、並行線路の識別番号が「4」になることができる。
都市環状線は、同じく四桁である。だが、識別番号は必ず「0」になる。幹線番号は先に一番小さな二桁の幹線番号を使い（G1501、G1503、G4202（中国語簡体字））、同じ番号が出ることは禁じられる。首都放射線路だけにつながる場合、その首都放射線路の番号を使う（G0401（中国語簡体字））。
省級高速道路はだいたい同じ規則を使うようである。